# Seugne
Seugne – rzeka we Francji, przepływająca przez teren departamentu Charente-Maritime, o długości 82,4 km. Stanowi dopływ rzeki Charente.